# Железнодорожная линия Сердань

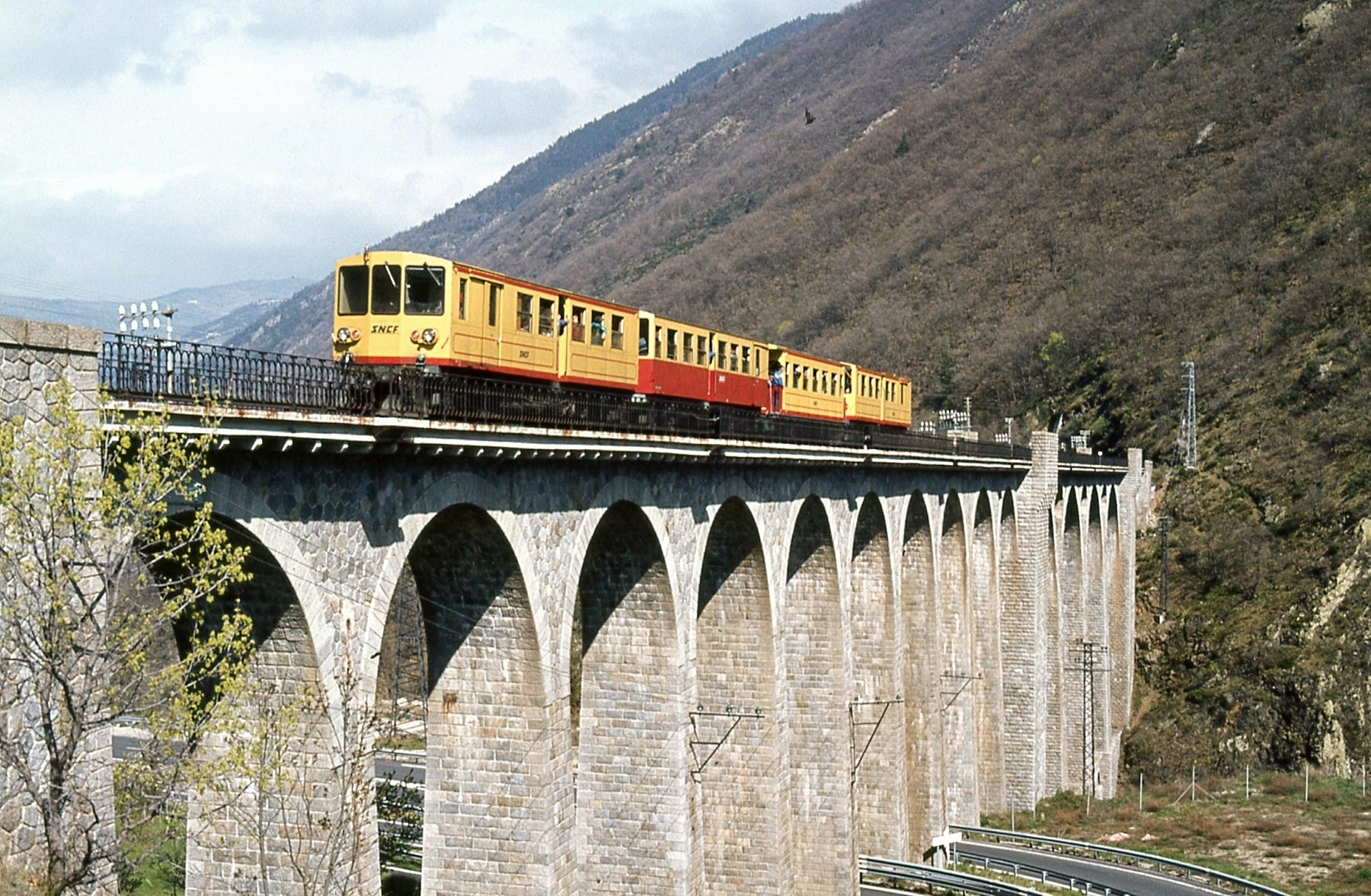
Железнодорожная линия Сердань с «маленьким жёлтым поездом» на мосту

Железнодорожная линия Сердань (фр. Ligne de Cerdagne) — узкоколейная железная дорога длиной 62,5 км, которая соединяет Вильфранш-Вернет-ле-Бен с Латур-де-Кэрол. Расположена в департаменте Пиренеи — Ориенталес. По ней ходит «Le petit train jaune» (с фр. — «маленький жёлтый поезд»), являющийся достопримечательностью региона. 1 февраля 2002 года линия была включена ЮНЕСКО в список всемирного наследия как «Железная дорога Сердань».

## История
Создателями этой железнодорожной линии считают Жюля Лакса, инженера «Мостов и дорог» департамента управления компании «Железных Дорог Юга», и Эммануэля Брусса, генерального юриста компании. Эти два человека заложили основные технические решения для железнодорожной линии Сердань, а именно: размер колеи и использование электрической тяги для поездов. Участок линии между Вильфранш-де-Конфлан и Бур-Мадам был открыт 4 марта 1903 года. Открытие участка от Вильфранш-Верне-ле-Бен до Мон-Луи, запланированное на осень 1909 года, было задержано из-за трагической аварии, произошедшей 31 октября 1909 года во время испытаний подвесного моста Кассань. Эта авария унесла жизни шести человек, включая главного проектировщика моста. В итоге открытие этого участка состоялось 18 июля 1910 года, а следующего участка от Мон-Луи до Бур-Мадам — 20 мая 1911 года.
Последние участки линии были открыты в 1927 и 1929 годах.

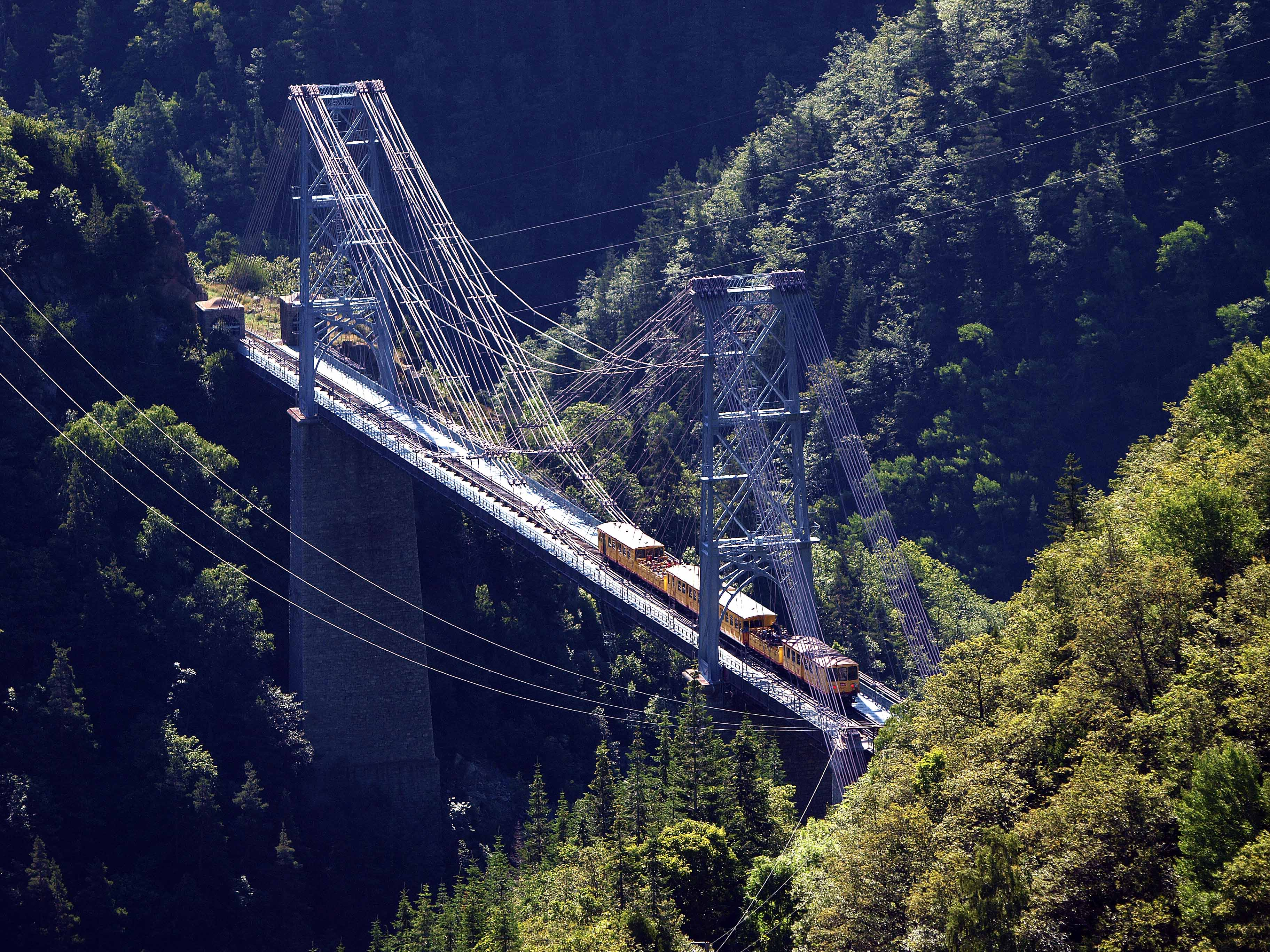
Железнодорожная линия Сердань проходит по подвесному железнодорожному мосту через живописное ущелье

## Поезд
Цвет вагонов — ярко-жёлтый с красными вставками. Такая яркая окраска делает поезд живописным и выделяющимся на фоне горных ландшафтов.. В составе всего несколько вагончиков, оформленных в ретро-стиле, среди которых есть платформа, где туристы сидят под открытым небом.
Поезд принадлежит компании TER, входящей в состав французской государственной компании железных дорог SNCF.

## Некоторые характеристики маршрута
- Самая высокая точка маршрута расположена на высоте 1592 метра над уровнем моря.
- Максимальная скорость поезда — 55 км/час
- Электропитание поезда осуществляется не от контактного провода, традиционно размещаемого сверху, а от бокового контактного электрического рельса, как в метро, хотя такая конструкция представляет опасность для людей на открытых участках, а также на вокзале.
- Трасса проходит по уникальному подвесному железнодорожному мосту, висящему на тросах. Это единственный мост подобного типа.
- Линия проходит через 19 горных тоннелей и два больших моста[4].